# 艾萨克·斯特恩
艾萨克·斯特恩（英語：Isaac Stern，1920年7月21日—2001年9月22日），美国小提琴家。

## 生平
1920年7月21日，艾萨克·斯特恩出生在乌克兰克列梅涅茨的一个犹太家庭。他才14个月大时，一家移民到旧金山。6岁时父亲教他钢琴。1928年-1931年在旧金山音乐学院学习。随后5年，师从美国籍俄国小提琴家瑙姆·布林德（Naoum Blinder），布林德没有受过专业训练，却是极有天赋的音乐家，他教斯特恩如何聆听，和独立思考，受益良多，他不像其他音乐老师，一定让学生天天练音阶，而是用贝多芬小提琴协奏曲中的音阶锻炼和声思考的能力。“因此，我缺少海菲兹、內森·米尔斯坦、列奥尼德·柯岗、伊扎克·帕尔曼、安娜-苏菲·穆特等小提琴家那样扎实的指法和弓法训练，布林德让我是自学这些基本功”。
1935年，年方15岁的斯特恩，首次登台演出，演奏巴赫双小提琴协奏曲，1936年2月18日登台演奏卡米爾·聖桑的B小调第三小提琴协奏曲，由皮埃尔·蒙特指挥旧金山交响乐团伴奏。1937年开始以专业小提琴手身份在旧金山、温哥华、波特兰、华盛顿州演出。17岁时，一位热心的音乐赞助者送他一把6500美元的瓜达尼尼（Guadagmini）琴。不久，在纽约首演，演奏巴赫、亨里克·维尼亚夫斯基、朱塞佩·塔蒂尼、和格拉祖诺夫的协奏曲。报纸的评论一般，但纽约市的三间电台的乐队，都不约而同的聘请他为乐团团长，他考虑许久，最后决定还是力争做独奏小提琴手，因此他专心一意练琴，想方设法，用3小时完成一般需要12小时的训练，使手指灵活自动。1939年重返纽约演奏，这次好评如潮。从此开始他的职业小提琴家的生涯。
在第二次世界大战中，斯特恩因扁平足而被拒绝服兵役。然后他加入了美國联合劳军组织为美军演出。在瓜达尔卡纳尔岛的一场表演中，一名日本士兵被他的演奏迷住了，在溜走之前，偷偷溜进了美国人员的观众席，听他的表演。
斯特恩于1951年访问苏联，成为第一位访问苏联的美国小提琴家。1967年，斯特恩表示，在苏联政权允许艺术家自由进出该国之前，他拒绝返回苏联。他唯一一次去德国是在1999年，参加一系列大师班，但他从未在德国公开演出。
1960年代，斯特恩组织了拯救卡内基音乐厅的公民委员会，在拯救纽约市卡内基音乐厅免遭拆除方面发挥了重要作用。在纽约市买下卡内基音乐厅之后，卡内基音乐厅公司成立，斯特恩被选为第一任总裁，这一头衔一直保持到他去世。卡内基音乐厅后来以他的名字命名其主礼堂。
斯特恩曾多次被应邀前往白宫演奏，先后为肯尼迪总统、约翰逊总统、里根总统、布什总统、克林顿总统演奏。
在长期住院后，斯特恩于2001年9月22日在纽约曼哈顿的一家医院因心力衰竭去世。

## 作品節選

### 商業錄音
斯特恩是現代音樂歷史上少見的與單一廠牌合作五十年的藝術家，他在CBS旗下跨越幾個世代的經營者仍能穩定合作，是當代罕見的事蹟。主要的錄音作品包括：
| - 1944年 - 勃拉姆斯：第一号弦乐六重奏，与亚历山大·施耐德、米尔顿·卡蒂姆斯、米尔顿·托马斯（Milton Thomas）、巴勃罗·卡萨尔斯和玛德琳·弗利（Madeleine Foley） - 勃拉姆斯：第一号钢琴三重奏，Op. 8，钢琴：玛拉·海丝，大提琴：巴勃罗·卡萨尔斯 - 1946年 - 电影《Humoresque》中的小提琴曲选，钢琴：奥斯卡·黎凡特（Columbia Masterworks Records set MM-657） - 1952年 - 巴赫：E小调、G小调帕蒂塔，E大调第三小提琴和钢琴的奏鸣曲，钢琴：亚历山大·扎金 - 1957年 - 维尼亚夫斯基：第二小提琴协奏曲，Op.22，费城管弦乐团（指挥：尤金·奥曼迪） - 1958年 - 柴可夫斯基：小提琴协奏曲，Op.35，费城管弦乐团（指挥：尤金·奥曼迪） - 门德尔松：小提琴协奏曲，Op.64，费城管弦乐团（指挥：尤金·奥曼迪） - 1959年 - 圣桑：引子与回旋随想曲，Op.28，费城管弦乐团（指挥：尤金·奥曼迪） - 贝多芬：小提琴协奏曲，Op.61，纽约爱乐乐团（指挥：伦纳德·伯恩斯坦） - 1964年 - 欣德米特：小提琴协奏曲，纽约爱乐乐团（指挥：伦纳德·伯恩斯坦） - 1978年 - 潘德列茨基：第一小提琴协奏曲，明尼苏达管弦乐团（指挥：斯坦尼斯瓦夫·斯克罗瓦切夫斯基） - 1983年 - 巴赫、维瓦尔第：双小提琴协奏曲； - 艾萨克·斯特恩：60周年庆典 - 门德尔松：小提琴协奏曲；贝多芬：G大调、F大调浪漫曲 - 海顿：伦敦三重奏 - 1984年 - 巴伯：小提琴协奏曲 - 1985年 - 艾萨克·斯特恩 - 维瓦尔第晚会 - 1986年 - 柴可夫斯基、门德尔松：小提琴协奏曲 - 1987年 - 杜替耶：小提琴協奏曲“梦之树”（L'Arbre des Songes） - 马克斯韦尔·戴维斯：小提琴协奏曲 - 庆典（Celebration）巴赫：双重协奏曲，第一、二号小提琴协奏曲 - 贝多芬：小提琴协奏曲 - 莫扎特：长笛四重奏 - 巴赫：小提琴协奏曲，BWV 1041–43 & 1060 - 1988年 - 肖斯塔科维奇：第二钢琴三重奏，大提琴奏鸣曲 - 勃拉姆斯：A小调小提琴与大提琴协奏曲，C小调第三钢琴四重奏，Op.60 - 普罗科菲耶夫：第一、二小提琴协奏曲 - 勃拉姆斯：小提琴协奏曲 - 1989年 - 日本专辑（The Japanese Album） - 音乐，我的爱（Music, My Love） - 普罗科菲耶夫：第1、2号小提琴协奏曲 - 莫扎特：第4、5号小提琴协奏曲 - 1990年 - 勃拉姆斯、门德尔松、舒伯特：三重奏 - 勃拉姆斯：钢琴四重奏 - 拉罗、布鲁赫、维尼亚夫斯基：小提琴协奏曲 - 巴赫、莫扎特、勃拉姆斯 ：小提琴协奏曲 - 莫扎特、泰勒曼、J.C. 巴赫、雷哈：三重奏，四重奏 - 舒伯特：小提琴奏鸣曲 - 幽默曲 - 最喜欢的小提琴曲（Humoresque: Favorite Violin Encores） - 1991年 - 贝多芬：第五钢琴协奏曲“皇帝”，三重协奏曲 - 贝多芬：三重奏全集 - 庆祝85周年音乐会 卡内基音乐厅（Concert of the Century: Celebrating the 85th Anniversary of Carnegie Hall） - 德沃夏克：大提琴协奏曲，小提琴协奏曲 - 韦伯恩：作品全集，Op. 1 – Op. 31 - 1992年 - 布拉姆斯：六重奏 - 贝多芬、舒曼：钢琴四重奏，钢琴：伊曼纽尔·艾克斯，中提琴：海梅·洛雷多（Jaime Loredo），大提琴：马友友 | - 1993年 - 柴可夫斯基：小提琴协奏曲，弦乐小夜曲 - 福雷：钢琴四重奏 - 1994年 - 小提琴名曲（Greatest Hits: Violin） - 神奇的音乐厅（The House of Magical Sounds） - 舒伯特名曲（Greatest Hits: Schubert） - 勃拉姆斯名曲（Greatest Hits: Brahms） - 贝多芬、舒曼：钢琴四重奏 - 莫扎特：小提琴奏鸣曲，K. 454, 296 & 526 - 贝多芬：钢琴三重奏“鬼魂”和“大公” - 巴赫：小提琴协奏曲，BWV 1041，钢琴协奏曲，BWV 1056，第五号布兰登堡协奏曲 - 莫扎特：交响协奏曲，第五号小提琴协奏曲 - 勃拉姆斯：B大调六重奏，Op. 18，第1号钢琴三重奏，Op. 8 - 舒伯特：C大调五重奏，D 956，B大调第5号交响曲，D 485 - 1995年 - Isaac Stern Presents Encores with Orchestra - 泰勒曼、巴赫家族：三重奏奏鸣曲 - 门德尔松：第1、2号钢琴三重奏 - 勃拉姆斯：钢琴三重奏，钢琴四重奏 - 音乐生涯（A Life in Music）第1集 ：贝多芬，勃拉姆斯，门德尔松，西贝柳斯 - 音乐生涯（A Life in Music）第3集：巴赫，贝多芬，勃拉姆斯，莫扎特 - 贝多芬：钢琴三重奏“鬼魂”和“大公”，变奏曲 - 舒伯特、海顿：钢琴三重奏；莫扎特：钢琴四重奏 - 巴托克：小提琴协奏曲 - 伯恩斯坦、杜替耶：小提琴协奏曲 - 贝尔格：小提琴协奏曲 - 普罗科菲耶夫、巴托克：小提琴协奏曲，第1号狂想曲 - 亨德米特、潘德列茨基：小提琴协奏曲 - 贝尔格：钢琴奏鸣曲；克热内克：第3号钢琴奏鸣曲；韦伯恩：钢琴变奏曲；德彪西、拉威尔作品。 - 莫扎特：哈夫纳小夜曲 - 莫扎特：小提琴奏鸣曲（卷II） - 贝多芬、勃拉姆斯：小提琴协奏曲 - 柴可夫斯基、西贝柳斯：小提琴协奏曲 - 巴哈：小提琴协奏曲，双协奏曲 - 维瓦尔第：四季小提琴协奏曲 - 莫扎特：第1-5号小提琴协奏曲，交响协奏曲 - 维尼亚夫斯基、布鲁赫、柴可夫斯基：小提琴协奏曲 - 门德尔松、德沃夏克：小提琴协奏曲 - 1996年 - 莫扎特的名曲（More Mozart's Greatest Hits） - 莫扎特：小提琴奏鸣曲（卷III） - 舒伯特、博凯里尼：弦乐五重奏，第一小提琴：斯特恩，第二小提琴：林昭亮，大提琴：马友友 - 音乐生涯第4集：巴赫，巴托克，贝多芬，科普兰，舒伯特 - 普罗科菲耶夫：小提琴奏鸣曲 - 巴托克：小提琴奏鸣曲；韦伯恩：四首小提琴和钢琴曲 - 贝多芬：小提琴奏鸣曲 - J.S.巴赫、C.P.E.巴赫、亨德尔、塔替尼：小提琴奏鸣曲 - 亨德米特、布洛赫、科普兰：小提琴奏鸣曲 - 舒伯特：第1号小奏鸣曲，Rondeau Brillant，Grand Duo Sonata - 弗兰克、德彪西、埃内斯科：小提琴奏鸣曲 - 勃拉姆斯：1-3号小提琴奏鸣曲 - Isaac Stern Presents Encores with Violin & Piano - 1997年 - 巴伯：弦乐慢板；舒曼：In Praise of Shahn - 巴托克：小提琴奏鸣曲 - 莫扎特：钢琴四重奏 - 1998年 - 艾萨克·斯特恩演奏莫扎特，贝多芬，海顿 - 贝多芬：小提琴协奏曲 - 伯恩斯坦：焦虑时代（The Age of Anxiety）；福斯：小夜曲 - 巴赫、维瓦尔第：小提琴协奏曲 - 克莱斯勒：维也纳随想曲（Caprice Viennois: Music of Kreisler） - 1999年 - 柴可夫斯基、门德尔松：小提琴协奏曲 - 2000年 - 德沃夏克：第二钢琴四重奏，G大调小奏鸣曲，浪漫乐曲（Romantic Pieces） - 维瓦尔第：四季，双小提琴协奏曲 |

## 其他

### 提携后起之秀
斯特恩少年时受过热心人士帮助，在他成名之后，同样热心提携年轻后生。他提携的后生包括马友友、平夏斯·祖克曼和伊扎克·帕尔曼。
1962年他在巴黎巡演，制琴家艾蒂安·瓦特洛对他说：“你一定要听听一个六七岁的男童，他实在他是令人难以置信”。艾萨克·斯特恩后来在其回忆录《我的前79年》中这样描述他帮助马友友的这段经历：“我去听他练琴，这男童名叫马友友，在巴黎出生，那把大提琴比他还高，我听后着实吃惊。几年后马友友父母一家，移民美国，我安排马友友的父亲在我的孩子们上学的学校当学生乐团指挥。又安排大提琴家伦纳德·罗斯（Leonard Rose）教授马友友。不久，我再次听马友友练琴，一面听一面十分兴奋，马上将马友友介绍给曾为卢宾斯坦等一流音乐集筹办音乐会的音乐总监索尔·胡洛克（Sol Huro），后者立即和马友友签约。1977年，马友友和小提琴家什洛莫·明茨（Shlomo Mintz）、钢琴家叶夫姆·布朗夫曼（Yefim Bronfman）在卡内基音乐厅演出贝多芬三重奏。马友友对乐器的操纵至今无人能及，优美的琴声，富有感染力。我又写信向克利夫兰管弦乐团指挥洛林·马泽尔、波士顿交响乐团指挥小泽征尔、明尼苏达管弦乐团指挥斯坦尼斯瓦夫·斯克罗瓦切夫斯基、匹兹堡乐团指挥安德烈·普列文和芝加哥交响乐团指挥乔治·索尔蒂，让他们考虑邀请马友友独奏大提琴。五位指挥家都约请马友友排演，他们都在第一次排演之后立即邀请马友友，这实在令人惊讶。”
1957年他听过9岁的平夏斯·祖克曼演奏，1961年又听过一次，印象很好。1962年以色列-美国文化基金资助祖克曼到美国学习音乐。有一天他到斯特恩的乐室练习贝多芬小提琴协奏曲，两个小时才练了开头的二十节，斯特恩不断的追问，“你为什么这么演奏？”，“你必须让我信服，你是正确的”，使得祖克曼泪流满面。“当时和今日一样，祖克曼具有使乐句歌唱的天赋，越有才能的人，越能受得住压力”。斯特恩将祖克曼介绍给音乐总监胡洛克。
1961年斯特恩听过伊扎克·帕尔曼演奏，向音乐总监胡洛克推荐帕尔曼，胡洛克起初以帕尔曼残疾为由拒绝，但斯特恩力荐，“爷爷，这是一位真正的天才，也许是当今少有的伟大天才，他的父亲穷，你把它带到纽约，每月付他500美元，你再出资25-50万美元，举办音乐会，让他巡演两年之后，再与他签约”，这使帕尔曼的音乐生涯有了保障。帕尔曼到纽约后，斯特恩还请他的医生朋友，为帕尔曼特制一副拐杖。

### 中国之旅
斯特恩早有访问中国的念头，他觉得中国这个文明古国，几百年来成千上万人遭受饥荒和军阀之乱，但近年来人人得以温饱，国家从一盘散沙走向统一，是共产中国的巨大成就；他不把中国政府视为共产党政府，而视为是一个使人活得像人的政府。他曾去函基辛格，请他帮忙安排到访问，但基辛格回答时机还不成熟。1979年6月下旬，斯特恩应中国常驻联合国安理会代表黄华的约请，携带家眷来华作为期三周的访问，电视摄录队随行。他们访问了北京、上海、西安、桂林等地，与李德倫任指挥兼向导的中央管弦乐团合作举行演出。斯特恩还在中央音乐学院、上海音乐学院举办大师班指导音乐系学生。访问期间，摄录队拍摄了六十多小时的记录片素材。纪录片素材原封不动运回美国后，经过专人一年多时间的剪辑，成为一部84分钟的纪录片，取名《从毛到莫扎特：艾萨克·斯特恩在中国》（From Mao to Mozart: Isaac Stern in China）。这部纪录片法国上映6个月之久，在苏黎世上映4个月，然后再美国一些小电影院上映。这部纪录片荣获1980年奥斯卡金像奖最佳纪录片。

## 个人生活
斯特恩结过三次婚。1948年与芭蕾舞演员诺拉·凯伊结婚，18个月后以离婚告终，但他们两人仍然是朋友。1951年与维拉·林登布利特 （Vera Lindenblit，1927–2015）结婚，1994年离婚，他们共有三个孩子，包括指挥家迈克尔·斯特恩和大卫·斯特恩。1997年与琳达·雷诺兹（Linda Reynolds）结婚。